# Sondre Holst Enger
Sondre Holst Enger (Horten, 17 de desembre de 1993) és un ciclista noruec, professional des del 2012 i actualment a l'equip AG2R La Mondiale.
Del seu palmarès destaca el tercer lloc al Campionat del món sub-23 en ruta disputat a Florència

## Palmarès
- 2013
  - 1r al Gran Premi ciclista de Saguenay
- 2014
  -  Campió de Noruega en ruta sub-23
- 2015
  - Vencedor d'una etapa a la Volta a Àustria
- 2016
  - Vencedor d'una etapa al Tour de Croàcia

### Resultats al Tour de França
- 2016. 141è de la classificació general